# نبرد ووکوار
نبرد ووکوار (کرواتی: Bitka za Vukovar) محاصره ۸۷ روزه شهر ووکوار در شرق کرواسی توسط ارتش مردمی یوگسلاو و با پشتیبانی برخی نیروهای شبه‌نظامی صرب بود که از ۲۵ اوت تا ۱۸ نوامبر ۱۹۹۱ صورت گرفت.
این شهر توسط حدود ۱۸۰۰ نفر از سربازان گارد ملی کرواسی و شهروندان داوطلب در برابر ۳۶۰۰۰ سرباز ارتش مردمی یوگسلاو و نیروهای شبه‌نظامی صرب که مجهز به تجهیزات و توپخانه سنگین بودند دفاع می‌شد.در طی جنگ روزی تا حدود ۱۲٬۰۰۰ گلوله توپ و راکت به سمت شهر شلیک می‌شد.پس از سقوط شهر شماری از سربازان و شهروندان ووکوار توسط نیروهای صرب قتل‌عام شدند و حداقل ۳۱٬۰۰۰ شهروند از شهر و اطراف آن رانده شدند.بیشتر شهر از جمعیت غیرصرب پاکسازی شد و این شهر تحت سلطه جمهوری صرب کراینا قرار گرفت.